# Licia Gualandris
Licia Gualandris (ur. 13 lipca 1907 w Nembro; zm. 18 stycznia 2004 w Rzymie) – włoska Służebnica Boża Kościoła katolickiego.

## Życiorys
Licia Gualandris urodziła się w 1907 roku bardzo religijnej rodzinie. Mając 19 lat w 1926 roku, jej mężem został Settimio Manelli; z tego związku miała dwadzieścioro jeden dzieci. Przyjaźniła się z ojcem Pio. Jej mąż zmarł w 1978 roku. Ona zmarła w 2004 roku w opinii świętości. W 2010 rozpoczął się proces kanonizacyjny jej i męża.